# Socjalistyczna Partia Jedności Berlina Zachodniego
Socjalistyczna Partia Jedności Berlina Zachodniego (niem. Sozialistische Einheitspartei Westberlins, SEW) – niemiecka partia polityczna działająca w Berlinie Zachodnim.
SEW powstała 24 listopada 1962 roku, z inspiracji szefa enerdowskiej partii SED w okręgu berlińskim, Paula Vernera. Utworzono ją przez wydzielenie zachodnioberlińskiej komórki SED. Początkowo, do 1969 roku, działała pod nazwą Sozialistische Einheitspartei Deutschlands – Westberlin (SED-W). Gerhard Danelius był jej przywódcą do roku 1978.
Partia wydawała własny dziennik o nazwie Die Wahrheit.
W czasie zjednoczenia Niemiec przyłączyła się do PDS.

## Poparcie
| Rok  | Liczba głosów | Poparcie |
| ---- | ------------- | -------- |
| 1954 | 41 375        | 2,7%     |
| 1958 | 31 572        | 2,0%     |
| 1963 | 20 929        | 1,3%     |
| 1967 | 29 925        | 2,1%     |
| 1971 | 33 845        | 2,3%     |
| 1975 | 25 105        | 1,8%     |
| 1979 | 13 744        | 1,1%     |
| 1981 | 8 176         | 0,6%     |
| 1985 | 7 731         | 0,6%     |
| 1989 | 6 875         | 0,6%     |